# Дилмачогуллары
Дилмачогуллары, Димлачогуллары, Демлечогуллары (тур. Dilmaçoğulları, Dimleçoğulları, Demleçoğulları) — небольшой бейлик в Восточной Анатолии, а также основавшая его и правившая им с 1085 по 1394 год династия.
Бейлик был основан как вассально зависимый от сельджуков в 1085 году Дилмачоглу Альп Тегином Мехмедом-беем, одним из полководцев сельджукского султана Альп-Арслана. В период правления сына Альп Тегина, Тогана Аслана, бейлик являлся уже вассалом не сельджуков, а Ахлатшахов и Артукидов. Совместно с ними Тоган Аслан участвовал в военных действиях против крестоносцев и грузин. Самой известной из кампаний были битва на Кровавом поле, в ходе которой был убит Рожер Салернский, и Дидгорская битва. Заявив о независимости, Тоган Арслан боролся против Ахлатшахов и Артукидов, претендовавших на Битлис. Преемники Тогана Арслана воевали с Грузией и Данимшендидами. В 1192 году бейлик разделился на две части: Эрзен и Битлис. Сначала Битлис, а затем и Эрзен стали вассалами последовательно Ахлатшахов, Айюбидов, Хорезмшахов, Хулагуидов и Тамерлана.
По мнению мамлюкских авторов, «эти беи представляли великую сельджукскую династию». Династия Дилмачогуллары была одной из старейших и долгоживущих туркменских династий в Анатолии, Дилмачогуллары правили на протяжении трёх веков, как и Артукиды Мардина.

## История
После поражения византийского императора Романа Диогена в битве при Манцикерте в 1071 году в Анатолию массово стали переселяться тюркские племена, поскольку Византия не могла защищать свои границы. Был основан султанат с центром в Конье. Сельджукские племена под управлением беев начали заселять территорию Малой Азии. Военачальники Альп-Арслана захватывали византийские земли и образовывали на них независимые или полунезависимые бейлики.

### Альп Тегин Мехмед. Основание бейлика
Альп Тегин Мехмед был среди сельджукских эмиров, сопровождавших султана Альп-Арслана в покорении Анатолии и принимавших участие в битве при Манцикерте. О происхождении Мехмеда-бея неизвестно ничего, кроме имени его отца. Первым его назвал Усама ибн-Мункыз в конце XI века — Дилмач, немного иначе записал его имя историк из Алеппо Камал ад-Дин ибн аль-Адим (1192—1262) — Дамлак. После победы при Манцикерте деятельность Мехмеда была сосредоточена в районе Алеппо и Антиохии. В Алеппо он поступил на службу к правителям города, Мирдасидам. Он прибыл в Алеппо с отрядом из 500 всадников, чтобы поддержать эмира Сабика во время междоусобной борьбы Мирдасидов за власть. Помощь Мехмеда сыграла существенную роль в победе Сабика над родственниками в июле 1076 года. Затем Мехмед-бей снова вернулся в Анатолию, но покинул её в 1077/78 году. Отъезд был связан с тем, что её завоевал Куталмышоглу Сулейман-шах. Мехмед, как и все туркменские беи, которые не хотели служить Сулейману, поступил на службу к правителю Сирии Тутушу. Вскоре, в 1079 году, Мехмед-бей оставил службу, возмутившись тем, что Тутуш убил завоевателя Сирии эмира Атсыза бен Увак.

Примерные границы бейлика Дилмачогуллары

В 1084—1085 годах Мехмед-бей участвовал в кампании по захвату сельджукским султаном Мелик-шахом эмирата Мерваногуллары, располагавшегося в районе Амида. В 1085 году, после того, как сельджукская армия захватила Битлис и его регион, Мелик-шах передал их Мехмеду-бею как дирлик (икта). Таким образом, бейлик Дилмачогуллары был основан как вассально зависимый от Великого Сельджукского государства, основателем бейлика и династии считается Мехмед. Дата 1085 вызывает сомнения, поскольку живший в регионе историк Ибн аль-Азрак не указывал точного времени, когда Мехмед захватил город у Мерванидов. Возможно, это произошло не в 1085 году, а ближе к концу века, потому что другие города региона перешли в руки туркменских эмиров лишь после смерти Тутуша, то есть после 1095 года. Точно известно, что другой город бейлика, Эрзен, был захвачен Дилмачогулларами в 1095 году после смерти Тутуша, который два года (с 1093) владел городом.

### Расцвет бейлика. Тоган Арслан (1104—1137/38)
Тоган Арслан упоминается в источниках с 1104 года, когда он встал на сторону сына Мелик-шаха Мухаммеда Тапара против его брата Баркиярука в их борьбе между собой за престол Великих Сельджуков. В 1107 году Тоган Арслан перешёл на службу к султану Рума Кылыч-Арслану. После смерти Кылыч-Арслана Тоган Арслан находился в вассальной зависимости от основателя бейлика Ахлатшахов Сукмана аль-Кутби. В 1112 году Тоган Арслан сумел захватить 25 деревень в окрестностях Мейяфарикина и через некоторое время объявил о своей независимости от Ахлатшахов. Однако эта независимость была недолгой, Тоган Арслан признал господство эмира Мардина, Артукида Ильгази в Мардине. Вместе с Иль-Гази и атабеком Дамаска Тугтекином Тоган Арслан сражался против крестоносцев в июне 1119 года, участвовал в грузинской кампании в августе 1121 года, куда отправился из Двина. Вероятно, Тоган Арслан захватил его у Шаддадидов в 1121 году. В. Минорский назвал Двин «Трансараксийской колонией» Дилмачогуллары. В 1124 году Битлис подвергся нападениям сначала со стороны Ахлатшаха Ибрагима, а затем Давуда, Артукида из Хиснкейфы. Тоган Арслан подчинился Ибрагиму, но Давуд осаждал Битлис безуспешно и сам ушёл, сняв осаду. Среди союзников Тогана Арслана был эмир Хамы Кирхан. В 1133 году они вместе принимали участие в походе против крестоносцев.
Сватовство Тогана Арслана к сестре Ибрагима привело к его конфликту с Имадеддином Занги и Салах-ад-Дином. Имадеддин Занги прибыл в Хлат и женился на девушке сам, после чего Салах-ад-Дин отправился в Битлис и вытребовал у Тогана Арслана 10 000 динаров, которые тот обещал как выкуп невесты. Тоган Арслан умер в 1137/38 году, его сын Хусамеддин Курти занял его место.

### Сыновья Тогана Арслана

#### Курти (1137/38—1143)
При жизни отца Курти отличился в 1130—1131 годах в экспедициях против грузин, организованных эмиром Сукманом. Неизвестно, в какой момент Шаддадиды вернули Двин, но 1130 году, по сообщению Вардана Аревелци, «Хурти, сын Куза [kuz — персидский эквивалент слова al-ahdab] напал на Девин и овладел им». Курти женился на дочери правителя Эрзурума Иззеддина Салтука. Через некоторое время после того, как Хусамеддин Курти стал эмиром, иракский сельджукский султан Масуд (сын Мухаммеда Тапара) передал Мардин (город Артукогуллары), Эрзен (город Дилмачогуллары), Манцикерт и Ахлат (города Ахлатшахов) своему брату Сельчук-Шаху как дирлик. Таким образом он хотел наказать эмиров региона за то, что, когда Масуд вёл борьбу с калифом Аль-Мустаршидом и вызывал их на помощь, они не явились. Сельчук некоторое время осаждал Хлат, и Курти разбил его войско, после чего Сельчук ушёл из Анатолии. В 1139 году Давуд бен Сукман из Хисн-кейфы захватил Эрзен, разграбил и взял в плен жителей. Сам Курти бежал к Тимурташу бен Иль-Гази, правителю Мардина. При помощи Тимурташа и Имадеддина Занги Курти вернулся в Эрзен. Хусамеддин Курти умер в 1143 году в Эрзене. Исламские авторы называют его жестоким по отношению к врагам. Утверждают, что он приказал сложить гору из голов грузин.

#### Якут Арслан (1143—1145/46)
Курти наследовал его брат, сын Тогана Арслана Шемседдин Якут Арслан (1143—1145/46). Во время недолгого правления Якута Арслана атабек Мосула и Алеппо Имадеддин Занги совершил поход в Диярбакыр, пересёк Евфрат и занял земли правителя Хисн-Кайфы Артукида Давуда. Затем он вторгся в земли Дилмачогуллары и захватил Хизан. Правитель Амида Иналоглу подчинился Имадеддину после того, как Сиирт, Хани, Хизан, Джебель-Чер и Зюлкарнейн перешли в руки правителя Мосула. Испугавшийся Якут Арслан также ему подчинился и отправил в Мосул заложником своего брата Девлетшаха. Якут Арслан умер в феврале 1146 года.

#### Девлетшах (1145/46—1192)
Якуту Арслану наследовал его брат, ещё один сын Тогана Арслана Фахреддин Девлетшах (1145/46-1192). Поскольку Девлетшах находился в заложниках у Имадеддина Занги в Мосуле, визирь Дилмачогуллары и отчим Девлетшаха Зияэддин Айюб доставил его из Мосула в Эрзен. В 1161 и 1163 годах Девлетшах принимал участие в походах Сукмана II Шах-Армена в Грузию. Вместе с Артукидом Харпута Кара Арсланом и Артукидом Мардина Неджмеддином Альпы он выступил против Ягибасана Данышмендида и продвинулся до Сиваса, но затем был заключён мир.

Примерные границы бейлика Дилмачогуллары после потери Битлиса

В 1183 году Девлетшах объединился с Сукманом, правителем Мосула Месудом и Артукидом Иль-Гази II против Салах-ад-дина, который хотел расширить свои границы до Южной и Восточной Анатолии. Однако Салах-ад-Дин не атаковал.
Девлетшах, вероятно, умер в 1192 году. Возможно, при жизни (или сразу после смерти) Девлетшаха бейлик был разделён на две части с центрами в Эрзене и Битлисе. Однако Битлисская часть бейлика просуществовала недолго. В 1192 году правивший в Хлате Сейфеддин Бектемир осадил Битлис. Итогом этого конфликта стал переход города к Ахлатшахам. Эта часть бейлика Дилмачогуллары прекратила существование.

### Бейлик Эрзен

#### Хусамеддин Тугрул
После смерти Девлетшаха владения земли Дилмачогуллары были ограничены Эрзеном и его окрестностями. Девлетшаха сменил его сын Хусамеддин Тугрул (В. Минорский называл его Арслан-Тогмиш). Когда хорезмшах Джелаледдин Мангуберди осадил Ахлат в 1229 году и взял его у Айюбидов, он хотел занять и Эрзен. Хорезмшаху сообщили, что бей Эрзена принадлежит к старой династии, тогда Джелаладдин послал к Тугрулу Мухаммеда ан-Насави. По словам ан-Насави, Хусамеддин Тугрул сказал ему при встрече:

«Поцелуй вместо меня землю перед султаном и скажи ему следующее: „Я здесь чужестранец. <…> Я угождал владетелям из рода Айюбидов, чтобы как-то уцелеть. <…> Если султан намерен отобрать всё, что у меня было, то он более достоин этого, чем другие, и пусть он пошлёт туда того, кто получит всё это <…>“. А если нет, султан может издать грамоту для успокоения его (то есть Хусам ад-Дина) сердца, чтобы Арзан и его округ были определены для его владетеля, с обещанием присоединить его к другим владениям [султана], если султанские знамёна достигнут этих [мест]».
Хусамеддин Тугрул ежедневно присутствовал на приёме у султана. Затем султан одарил его почётной одеждой и отпустил в Эрзен с грамотой на владение городом. В том же 1229 году айюбидский правитель Майяфарикина, сын аль-Адиля, захватил Эрзен. По словам Абуль-Фиды, «правитель этого места принадлежал к семье, которая правила здесь долгое время; в обмен на Эрзен он получил город Хани». Неизвестно, был ли этим правителем Хусамеддин, и был ли он жив в 1243 году, когда монголы победили сельджуков при Кесе-Даге.

#### Последние беи в Эрзене

Примерные границы бейлика Дилмачогуллары после присоединения Сиирта

Беи Эрзена подчинились монголам, вторгшимся в Анатолию. Так они сохранили город в своём владении. Имена беев, правивших после Хусамеддина Тугрула до начала XIV века, неизвестны. С 1310 года бейликом правил Мелик Салих, который был ещё жив в 1319 году. Источник XIV века сообщал (без указания дат), что после Салиха в Эрзене правил Имадеддин Девлетшах, а за ним Иззеддин Мухаммед. В 1334 году Мухаммед умер, и его сменил Мелик Джалаледдин. В 1335 году пало государство Ильханидов. В 1338 году жители Сиирта, разорённого в борьбе между Артукидами и Айюбидами, обратились к бею Эрзена и заявили, что хотят жить под его властью. Так Дилмачогуллары завладели Сииртом. Джалаледдин отправил управлять городом своего брата. За Джалаледдином правил Джемаледдин. Во время его правления в 1349 году Эрзен был разрушен Айюбидами. В 1372 году правил Мелик Салих (про него известно, что он убил брата), и в том же 1372 году правил Мелик Хамза. В конце XIV века в борьбе между беем Эрзена и Айюбидами за два года набегов, грабежей и беспорядков стены города Эрзена были разрушены, а его базары сожжены. Однако бейлик все ещё продолжал существовать. Когда Тамерлан прибыл в Восточную Анатолию в 1394 году, правителем бейлика был Султан Али. Али встретил завоевателя подарками и, подчинившись ему, сохранил город. Традиционно считается, что с этого момента бейлик прекратил своё существование. Однако представители династии продолжали управлять землями бейлика, хотя и подчиняясь другим правителям. Окончательно династия Дилмачогуллары перестала управлять Эрзеном, когда город был захвачен Ак-Коюнлу.

### Потомки беев в Битлисе и Хлате
Мамлюкские авторы XIV века сообщали, что в Битлисе правили мелики из линии беев Эрзена. Они отмечали, что эти беи проявляли доброту к подданным, были гостеприимны и что в XIV веке были захвачены курдами (Айюбидами). После захвата Битлиса Ахлатшахами, а затем Айюбидами члены семьи Дилмачогуллары не уехали из города. В 1247 году человек по имени Мелик Нуреддин Кутулмыш бин Мелик Абдулла, с титулом эмир мирно жил под властью Айюбидов в Битлисе. В документах указано, что его отец (Мелик Абдулла) ранее правил в городе и что династия раскололась на две ветви после смерти Девлетшаха. Мелик Нуреддин даровал деревню между селениями Карабюк и Хатисар шейху Али бин Абдулмелик аль-Аббаси, известному как Шейх Мирза, и его детям.
В Хлате тоже жили отдельные члены семьи. Надпись на гробнице, принадлежащей Эрзен-хатун в Хлате и датированная 1396/97 годом, свидетельствует о том, что женщина была дочерью Султана Али.

## Представители династии
| Имя                    | Отец      | Начало правления | Конец правления | Города        |
| ---------------------- | --------- | ---------------- | --------------- | ------------- |
| Дилмач                 |           |                  |                 |               |
| Альп Тегин Мехмед      | сын Ди.   | 1085             | 1104            | Битлис, Эрзен |
| Тоган Арслан аль-Адхаб | сын А.    | 1104             | 1137/38         | Битлис, Эрзен |
| Хусамеддин Курти       | сын Т. А. | 1137/38          | 1143            | Битлис, Эрзен |
| Шемседдин Якут Арслан  | сын Т. А. | 1143             | 1146            | Битлис, Эрзен |
| Фахреддин Девлетшах    | сын Т. А. | 1146             | 1192            | Битлис, Эрзен |
| Хусамеддин Тугрул      | сын Де.   | 1192             | не ранее 1229   | Эрзен         |
| ???                    |           |                  |                 |               |
| Салих                  |           | не позже 1310    | не ранее 1319   | Эрзен         |
| Имадеддин Девлетшах    |           | ?                | ?               | Эрзен         |
| Иззеддин Мухаммед      |           | ?                | 1334            | Эрзен         |
| Джалаледдин            |           | 1334             | не ранее 1338   | Эрзен, Сиирт  |
| Джемаледдин            |           | не позже 1349    | не ранее 1349   | Эрзен, Сиирт  |
| Салих                  |           | не позже 1372    | не ранее 1372   | Эрзен, Сиирт  |
| Хамза                  |           | не позже 1372    | не ранее 1372   | Эрзен, Сиирт  |
| Султан Али             |           | не позже 1394    | не ранее 1394   | Эрзен, Сиирт  |

## География, экономика, религия, строительство
Ибн аль-Асир писал о регионе в начале XIII века: «Этот пограничный регион всегда был одним из самых опасных для тех, кто жил рядом с ним, и для персов до ислама, и после них для мусульман от начала ислама до наших дней». Местные войны в основном велись из территориальных и финансовых причин, при этом участники мало заботились о том, какой веры были противники или союзники.
Первой столицей бейлика был Битлис. Несмотря на то, что в его окрестностях выращивание зерновых культур было не особо развито из-за рельефа местности, зато город был окружён богатыми виноградниками и садами. По словам географа из Алеппо Якута аль-Хамави, битлисские яблоки были «настолько превосходны, что их вывозили во все соседние земли». Насир Хосров писал, что «сто мен мёда стоили в Битлисе один динар». В то время в Битлисе был человек, который «в один год добывает от четырёхсот до шестисот бурдюков мёду». Помимо мёда, важным местным товаром был дёготь. Судя по письму визиря Ильханидов Рашидаддина Фазлуллаха к своему сыну (XIII век), город платил налог не только в виде большого количества яблок, винограда, инжира и других фруктов, но и дублёными кожами, что говорит о развитом скотоводстве. Через Битлис проходили торговые пути. Располагаясь на перекрёстке путей с севера на юг и с запада на восток и богатея от сбора пошлин, правители Битлиса большое значение уделяли дорожному строительству, при Дилмачогуллары было построено много мостов. Начиная с середины XI века и на протяжении всего XII века регион переживал тюркизацию и исламизацию. В этом большое влияние оказала энергичная политика Дилмачогуллары, особенно Девлетшаха. В городе развивались наука и культура. Правители династии строили мечети, базары, магазины, ханы́ (гостиницы), хаммамы. Улу-Джами Битлиса, которую Дилмачогуллары построили в 1126 году, является одним из первых образцов турецкой архитектуры.
Столица бейлика Эрзен был процветающим городом. Согласно аль-Истахри, до сельджуков это в X веке был «город на реке Сербат (Гарзан) без стены, но с защищённым и большим замком к западу от реки». Ибн Хаукаль в X веке отмечал в Эрзене большое число стад. За полвека до перехода города в руки Альп Тегина Мехмеда, в 1046 году, Эрзен посетил Насир Хосров. Он описал в Сафар-наме («Книге путешествия») город как процветающее место: «мы приехали в Эрзен. Это населённый красивый город, с проточной водой, деревьями, садами и прекрасными базарами. Там в ноябре — декабре двести мен винограда продают за один динар». Уже после того, как Эрзен перешёл к Дилмачогуллары, в начале XIII века его посетил Ибн Шеддад. Как и аль-Истахри, Ибн Шеддад видел «круглый замок на высоком холме», в котором «тридцать пять бастионов» и который «окружён рвом глубиной в сто саженей от его ворот и открывается в город через арочный мост из тёсаного камня». По словам историка, к востоку от города находился «горячий источник с рыбой». Примерно в то же время географ из Алеппо Якут аль-Хамави описывал Эрзен как пришедший в упадок, однако Хамдаллах б. Абу Бакр б. Ахмад б. Наср Муставфи Казвини в первой трети XIV века упоминал город как всё ещё процветавший.
И в Битлисе, и в Эрзене было развито ткачество.
Известно, что Дилмачогуллары были ханафитами. Высказывались предположения о склонности беев к течению Нусайри. Кроме того, беи Эрзена и Битлиса поддерживали дружественные отношения с езидами.